# ショーン・ジェリー
ショーン・アンソニー・ジェリー（Sean Anthony Hjelle, 英語発音: [ˈdʒɛli]; 1997年5月7日 - ）は、アメリカ合衆国ミネソタ州アノーカ郡フリドリー出身のプロ野球選手（投手）。右投右打。MLBのサンフランシスコ・ジャイアンツ所属。
身長は6フィート11インチ（約211cm）で、ジョン・ラウシュと並びメジャーリーグ史上最も背が高い選手である。
ノルウェー系アメリカ人であり、ノルウェー語ではイェラと発音するのが近い。

## 概要

### プロ入りとジャイアンツ時代
2018年のMLBドラフトでドラフト2位（全体45位）でサンフランシスコ・ジャイアンツから指名されてプロ入り。プロ入り後は、A-級セイラムカイザー・ボルケーノスでプロデビュー。シーズンでは、12試合の先発登板で0勝0敗、防御率5.06だった。
2019年は、A級サウス・アトランティックリーグのオーガスタ・グリーンジャケッツで開幕を迎え、開幕投手も務めた。5月20日にA+級サンノゼ・ジャイアンツ、8月9日にAA級リッチモンド・フライングスクウォーレルズに昇格。3球団合計で28試合に先発登板し、7勝9敗、防御率3.32という成績を残した。
2020年は、新型コロナウイルスの影響でマイナーリーグの試合が開催されなかったため、公式戦でのプレーはなかった。
2021年はAA級リッチモンドで開幕を迎え、8月にAAA級サクラメント・リバーキャッツに昇格。2球団合計で24試合に先発登板し、5勝8敗、防御率4.31という成績だった。シーズン終了後の11月19日にメジャー契約を結び、ロースターに追加された。
2022年はAAA級サクラメントで開幕を迎え、5月6日にメジャーに初昇格。同日のセントルイス・カージナルス戦でメジャーデビューを果たした。9月28日のコロラド・ロッキーズ戦で2回から登板し、4イニングを2失点（自責点1）に抑えメジャー初勝利を挙げた。

## 人物
妻との間に2人の子供がいる。

## 詳細情報

### 年度別投手成績
| 年 度    | 球 団    | 登 板 | 先 発 | 完 投 | 完 封 | 無 四 球 | 勝 利 | 敗 戦 | セ 丨 ブ | ホ 丨 ル ド | 勝 率 | 打 者 | 投 球 回 | 被 安 打 | 被 本 塁 打 | 与 四 球 | 敬 遠 | 与 死 球 | 奪 三 振 | 暴 投 | ボ 丨 ク | 失 点 | 自 責 点 | 防 御 率 | W H I P |
| -------- | -------- | ----- | ----- | ----- | ----- | -------- | ----- | ----- | -------- | ----------- | ----- | ----- | -------- | -------- | ----------- | -------- | ----- | -------- | -------- | ----- | -------- | ----- | -------- | -------- | ------- |
| 2022     | SF       | 8     | 0     | 0     | 0     | 0        | 1     | 2     | 0        | 1           | .333  | 115   | 25.0     | 33       | 3           | 8        | 0     | 1        | 28       | 1     | 0        | 19    | 16       | 5.76     | 1.64    |
| 2023     | SF       | 15    | 0     | 0     | 0     | 0        | 2     | 1     | 0        | 0           | .667  | 139   | 29.0     | 38       | 3           | 13       | 1     | 4        | 31       | 5     | 0        | 25    | 21       | 6.52     | 1.76    |
| 2024     | SF       | 58    | 0     | 0     | 0     | 0        | 3     | 4     | 0        | 7           | .429  | 337   | 80.2     | 84       | 10          | 14       | 2     | 5        | 75       | 0     | 0        | 37    | 35       | 3.90     | 1.22    |
| MLB：3年 | MLB：3年 | 81    | 0     | 0     | 0     | 0        | 6     | 7     | 0        | 8           | .462  | 591   | 134.2    | 155      | 16          | 35       | 3     | 10       | 134      | 6     | 0        | 81    | 72       | 4.81     | 1.41    |

- 2024年度シーズン終了時

### 年度別守備成績
| 年 度 | 球 団 | 投手（P） | 投手（P） | 投手（P） | 投手（P） | 投手（P） | 投手（P） |
| 年 度 | 球 団 | 試 合     | 刺 殺     | 補 殺     | 失 策     | 併 殺     | 守 備 率  |
| ----- | ----- | --------- | --------- | --------- | --------- | --------- | --------- |
| 2022  | SF    | 8         | 1         | 2         | 2         | 1         | .600      |
| 2023  | SF    | 15        | 6         | 7         | 0         | 0         | 1.000     |
| 2024  | SF    | 58        | 14        | 13        | 0         | 2         | 1.000     |
| MLB   | MLB   | 81        | 21        | 22        | 2         | 3         | .956      |

- 2024年度シーズン終了時

### 背番号
- 64（2022年 - ）